# Харьковский еженедельник
Харьковский еженедельник (дореф. «Ха́рьковскій Еженеде́льникъ») — первое периодическое издание Харькова и Харьковской губернии. Газета учреждена по инициативе профессора Харьковского императорского университета Карла Нельдехена как информационное издание об общественной жизни Слободского края. Выходила на русском языке. Первый номер вышел 4 мая 1812 года. Всего издано 12 номеров. Газета была закрыта 20 июля 1812 года ввиду недостатка читательской аудитории.

## История

### Появление периодической печати в Харьковской губернии
17 (29) января 1805 года Александром I был подписан указ об открытии в Харькове Императорского университета, с появлением которого большинство исследователей связывает начало развития периодической печати в крае. В 1807 году в Харьковской губернии ректором университета А. Стойкович было инициировано издание газеты «Харьковские Патриотические Листы», но издание не состоялось, потому что ректор не нашел общего языка со столичной цензурой. В 1812 году по инициативе профессора Харьковского университета Карла Нельдехена была создана газета с названием «Харьковский еженедельник».

### Закрытие
Всего вышло 12 номеров «Еженедельника». На тот момент времени не было благоприятствующих условий для развития периодической печати. По причине того, что «в здешнем крае весьма мало людей, интересующихся такими сочинениями», издание было закрыто после входа двенадцатого номера, которое состоялось 20 июля 1812 года.

## Учредители и издатели
Профессор Карл Нельдехен являлся немцем, приглашённым из Берлина для преподавания в Харьковском университете сельскохозяйственных наук первым попечителем Харьковского учебного округа графом Северином Потоцким. Издание осуществлялось при участии университетского книжника Лангнера. В редакции газеты работал также В. Маслович.

## Содержание и условия выхода
Как пишет заведующая отдела газетных фондов киевской библиотеки имени В. И. Вернадского Наталья Самохина, газета была экономически-коммерческим изданием. В соответствии со своими научными интересами Карл Нельдехен вмещал в своей газете преимущественно материалы из хозяйственной жизни, давал сельскохозяйственные советы. Всего вышло 12 номеров. В журнале печатались статьи и заметки по сельскому хозяйству, технологии и коммерции, иногда по истории и эстетике, а также стихотворения, анекдоты и проч. Тираж газеты составлял 600 экземпляров. Газета выходила еженедельно по субботам в объёме 1 — 1,5 печатного листа. Подписка для Харькова составляла 10 рублей в год, а с пересылкой — 12.